# 이장희 (가수)
이장희(李章熙, 1947년 10월 3일 ~ )는 대한민국의 포크 록 가수, 싱어송라이터, 음반 프로듀서, 밴드 리더, 기업가이다. 그의 현재 주요 거주지는 대한민국 경상북도 울릉군 북면이다.

## 생애
경기도 수원군 오산면 부산리(지금의 오산시 부산동)에서 태어났다. 서울고등학교를 졸업하고 연세대학교 생물학과에 입학했으나 중퇴한 후 1971년에 DJ 이종환의 권유로 가수로 데뷔했다. 대표곡은 《겨울 이야기》, 《그건 너》, 《나 그대에게 모두 드리리》, 《자정이 훨씬 넘었네》, 《슬픔이여 안녕》 등이 있다. 1976년에 대마초 혐의로 구속된 후 잠시 음악 활동을 중단하다가 1978년 반도패션이라는 옷가게를 경영하기도 했다. 이후 그는 사랑과 평화, 김태화 등의 가수들을 프로듀싱하기도 했으며, 1982년에는 미국에서 음반을 발표하기도 했다. 1988년에는 미국에서 귀국해 콘서트를 열기도 했으며, 정규 음반을 발표했고 1989년에는 로스앤젤레스의 한인 방송국인 라디오코리아를 설립하여 2003년 12월까지 사장직을 맡았다.
이후 귀국하여 울릉도(경상북도 울릉군)에서 귀농 생활을 하다가 2010년 12월 15일 문화방송의 예능 프로그램인 《황금어장 - 무릎팍도사》에 출연하면서 생애 처음으로 토크쇼에 출연하기도 했다.
그의 남동생인 故 이승희(李承熙, 본명 이경희(李敬熙))도 포크 팝 가수이자 작곡가로 활동하였으며 작곡가의 입장으로는 가수 故 김현식(金賢植)과 가수 故 김광석(金光石) 등에게 곡을 몇 곡 써 주기도 한 대중음악가인데 2000년 2월 13일 향년 47세로 병사하였고 아우 故 이승희의 배우자는 인기 드라마 작가 정성주이다.

## 학력
- 서울고등학교 졸업
- 연세대학교 생물학과 중퇴

## 소속
- 前 미국 LA 라디오 코리아 사장

## 일화
- 문화방송의 예능 프로그램 《황금어장 - 무릎팍도사》에 출연해서 자신이 일주일을 벼락 공부한 끝에 연세대학교에 입학했다고 털어놓았다.
- 1978년 발표된 사랑과 평화의 노래인 《장미》는 원래 이장희 자신이 작곡했으나 음악활동 중지 때문에 이름은 당시 두 살배기 아들이었던 ‘이규형’이라는 이름을 대신 사용했다.
- 길거리에서 똥을 싸다 지나가는 시민에게 쪼인트 까였다고 한다.

## 가족 및 친척 관계
- 아들: 이규형
- 딸: 이규민
- 누이동생: 이경애
- 매제: 김이환
- 남동생: 이승희(본명 이경희, 1954년 11월 3일 서울 출생 ~ 2000년 2월 13일 향년 47세로 사망. 싱어송라이터 겸 음악프로듀서. 前 예성기획 사장. 1978년 가수 데뷔. 고려대학교 수학과 졸업.)
- 제수: 정성주(드라마작가)
- 남동생: 이승헌

## 인간 관계
- 포크 팝 가수 송창식, 방송인 이상벽, 포크 팝 가수 윤형주, 포크 팝 가수 김세환과 절친한 친구 관계이다.
- 배우 문희, 윤여정과 초등학교(창신초등학교) 동창이다.

## 독집 LP
1972년 10월. Young Festival 1집(이장희 1집)
(SIDE 1)
1. 친구여
2. 내 마음을 채워주오
3. 그여인 그표정
4. 아빠의 자장가
5. 안녕

(SIDE 2)
1. 그대여 속삭여 줘요
2. 그애와 나랑은
3. 무지개
4. 아무도 모르는 집
5. 밤, 바람, 마음(One of us can't be wrong)

72년 겨울. Young Festival 4집(이장희 2집)
(SIDE 1)
1. 헝크러진 내머리
2. 애인
3. 마지막 노래
4. 비의 나그네
5. 내사랑 제인(Lady Jane)

(SIDE 2)
1. 꿈 이야기
2. 겨울 이야기
3. 그대여 눈을 감아요

73년 6월. 이장희의 '그건 너' 앨범(성음)
(side 1)
1. 그건너
2. 촛불을 켜세요
3. 그애와 나랑은
4. 당신은 누군가요
5. 친구여

(side 2)
1. 누구일까
2. 자정이 훨씬 넘었네
3. 애인
4. 비의 나그네

74년 4월 5일. 영화 '별들의 고향' OST(성음)
(SIDE1 )
1. 나 그대에게 모두 드리리(노래)
2. 별들의 고향

- A.Prologue
- B.사랑의 테마
- C.한 소녀가 울고 있네

1. 이젠 잊기로 해요

(SIDE 2)
1. 한잔의 추억
2. 나 그대에게 모두 드리리<쌕스펀 독주>
3. 별들의 고향(B)
4. Wedding March
5. 별들의 고향(C)
6. 나는 열아홉살이에요
7. 별들의 고향(D)

75년 1월 25일. 이장희 독집(대도레코드)
(SIDE 1)
1. 나야 나
2. 아가씨는 어려요
3. 오늘밤 웬일인지
4. 그애와 나랑은
5. 겨울 이야기

(SIDE 2)
1. 창가에 홀로앉아
2. 당신을 처음 본 순간
3. 촛불을 켜세요
4. 그여인 그표정
5. 무지개

70년대 후반. 이장희 골든 베스트16(75년 독집과 같은 자켓사진)
(SIDE 1)
1. 그건 너
2. 그애와 나랑은
3. 자정이 훨씬 넘었네
4. 애인
5. 그여인 그표정
6. 비의 나그네
7. 무지개
8. 겨울 이야기

(SIDE 2)
1. 한잔의 추억
2. 창가에 홀로 앉아
3. 나야 나
4. 오늘밤엔 웬일인지
5. 편지
6. 당신을 처음본 순간
7. 아가씨는 어려요
8. 바닷가 언덕

80년 9월 5일. 이장희(이장희 노래 재수록집/힛트레코드)
(SIDE 1)
1. 자정이 훨씬넘었네
2. 그애와 나랑은
3. 그여인 그표정
4. 무지개
5. 비의 나그네
6. 촛불을 켜세요

(SIDE 2)
1. 슬픔이여 안녕
2. 바닷가 언덕
3. 나야나
4. 편지
5. 오늘밤엔 왠일인지

82년 8월. '진정 사랑해' 앨범(서라벌 레코드)
(Side 1)
1. 진정 사랑해
2. I CAN LOVE
3. 나 그대에게 모두 드리리
4. 내 나이 육십하고 하나일 때

(Side 2)
1. 캘리포니아의 밤
2. 안녕
3. 얘기할 수 없어요
4. 한동안 뜸했었지

87년 9월. 옛날곡들의 재 수록집(예음사)
(Side 1)
1. 그건 너
2. 나 그대에게 모두 드리리
3. 자정이 훨씬 넘었네
4. 그애와 나랑은
5. 당신을 처음 본 순간
6. 비의 나그네
7. 그 여인 그 표정
8. 나야나

(Side 2)
1. 한잔의 추억
2. 슬픔이여 안녕
3. 휘파람을 부세요
4. 잊혀진 사람
5. 편지
6. 바닷가 언덕
7. 촛불을 켜세요

88년 10월. '나는 누구인가?' 앨범(지구레코드)
(Side 1)
1. 솜사탕
2. 나는 누구인가?
3. 나는 누구인가?(Radio Version)

(Side 2)
1. 안녕이란 두 글자는 너무 짧죠!
2. 아름다운 선녀
3. 도대체 말이 안돼!
4. 저기 가는 저 노인네

88년 11월. 편집앨범(킹레코드)
(Side A)
1. 그건 너
2. 한잔의 추억,
3. 나그대에게 모두 드리리
4. 진정 사랑해
5. 안녕

(Side B)
1. 캘리포니아의 밤
2. 장미
3. 한동안 뜸했었지
4. 얘기할 수 없어요
5. 내나이 육십하고 하나일 때

2011년 5월. 이장희(울릉도는 나의 천국)
1. 울릉도는 나의 천국
2. 내 나이 육십하고 하나일 때
3. 나 그대에게 모두 드리리
4. 안녕
5. 울릉도는 나의 천국(노래 반주)

## 작곡 활동
정미조, 김태화, 사랑과 평화, 김완선, 우순실 등 여러 가수들을 프로듀싱 작곡활동을 했다.

## 같이 보기
- 조영남
- 김도향
- 서유석
- 송창식
- 윤형주
- 김세환

| 한국대중음악상 공로상  |                        |                        |
| 이전                   | 제15회 (2018년) 이장희 | 다음                   |
| 제14회 (2017년) 김홍탁 | 제15회 (2018년) 이장희 | 제16회 (2019년) 양희은 |
|                        |                        |                        |
|                        |                        |                        |